# MPP
Komputer masowo równoległy, masowe przetwarzanie równoległe (ang. Massively Parallel Processor, Massively Parallel Processing, MPP) – rodzaj architektury komputerowej, której przeznaczeniem jest jednoczesne przetwarzanie zadań na znacznej liczbie procesorów.
Komputer masowo równoległy jest pojedynczym komputerem z setkami, a nawet tysiącami połączonych ze sobą procesorów i posiada wiele cech podobnych do klastrów komputerowych. Charakterystyczne dla architektury MPP jest jednak to, że każdy procesor tworzy swój własny podsystem komputerowy, czyli posiada własną pamięć operacyjną oraz kopię systemu operacyjnego i używanych aplikacji, a każdy taki podsystem komunikuje się z innymi poprzez łącza o dużej szybkości. Przykładem komputera masowo równoległego może być Blue Gene zbudowany przez firmę IBM.
Do najistotniejszych funkcji realizowanych w architekturze MPP należą:
- zarządzanie przydziałem zasobów komputera równoległego do procesów i organizacja komunikacji między procesami,
- szeregowanie zadań (procesów) w czasie i przestrzeni;
- zarządzanie pamięcią wirtualną;
- rekonfiguracja systemu i redystrybucja zasobów między procesami w przypadku awarii jednego z węzłów.

Z drugiej strony, samo pojęcie Massively Parallel ma również inne znaczenia. Określenie to dotyczy np. przetwarzania sieciowego (grid), w którym moc obliczeniowa jest rozłożona na dużą liczbę „maszyn” połączony przez sieć komputerową, a wykorzystuje się je w czasie, kiedy tylko są dostępne (uruchomione). Przykładem takiego rozwiązania jest BOINC, czyli system bazujący na wolontariuszach udostępniających wydajność swoich komputerów, aby wspomóc najlepsze projekty naukowe z różnych dziedzin wiedzy.
Innym znaczeniem Massively Parallel jest system klastrowy, który wykorzystuje dużą liczbę procesorów znajdujących się w wielu komputerach umieszczonych na niewielkiej przestrzeni, zwykle w jednym pomieszczeniu. W takim systemie szybkość i elastyczność połączeń między elementami (komputerami) stają się jednymi z najważniejszych parametrów. Dzisiejsze (2017 r.) superkomputery, które w większości są klastrami, wykorzystują w tym celu rozwiązania od InfiniBand do trójwymiarowych sieci połączeniowych.